# ロッド・ハリントン
ロッド・ハリントン（Rod_Harrington、Rodney Harrington、1957年12月30日 - ）は、イングランドの元プロダーツプレイヤー。
1991年のワールド・マスターズチャンピオンであり、ワールド・マッチプレイでは1998・99年と続けて制し連覇を果たした。1995年4月 - 96年8月及び98年8月 - 00年7月にかけての、PDC世界ランキング1位のプレイヤーである。2019年にPDC殿堂入り。

## 来歴
ハリントンは90年代初頭にベルギーオープン, デンマークオープン, スウェーデンオープンなど多くのオープントーナメントを制しBDOで頭角を現した。
1991年のワールド・マスターズでは決勝でフィル・テイラーを破り、キャリア最初のメジャーを獲得した。翌92年、初出場のBDOワールド・チャンピオンシップではベスト8入り。1993年に他の多くのプレイヤーと共にWDC (現PDC) を設立すると、翌年行われた第1回WDCワールド・ダーツ・チャンピオンシップでは準々決勝まで進む。同年初開催のワールド・マッチプレイではベスト4まで勝ち残った。翌95年のWDCワールド・チャンピオンシップでは決勝まで進み、フィル・テイラーに2-6 (セット) で敗れた。
ハリントンのワールド・マッチプレイにおける成功は特筆すべきものである。1997年開催ではテイラーに敗れるまでに準決勝まで進出した。翌98年は第1シードで決勝まで進み、ロニー・バクスターとの激戦を19-17で制し優勝を果たした。この試合でハリントンは14-17の劣勢から5レッグを連取して逆転勝利を収めるが、その過程で残り125をトリプル15, ダブル20, ダブル20であがった時、ダーツ史に残る瞬間が生まれた。特に、残り80を2本のダブル20であがるというのはほとんど前例がなく、通常はトリプル20, ダブル10であった。
ハリントンは翌年もこの大会での成功を繰り返し、前年と同じスコアで、今度はピーター・マンリーを破って連覇を達成した。フィニッシュは136チェックアウトであった。
2001年のPDCワールド・チャンピオンシップでは準決勝でフルセットの激戦の末5-6 (セット) でジョン・パートに敗れた。翌02年のワールド・チャンピオンシップのラスト16でデニス・プリーストリーに敗れた後ハリントンの調子は急激に低下し、03年にはランキングトップ16圏外に脱落した。ワールド・チャンピオンシップへの最後の出場もこの年であり、初戦でアラン・ウォリナー＝リトルに敗れた。
ハリントンはこの後しばらくイギリスの主要トーナメントへの出場権獲得を目指したが、調子は回復せず、2007年にプロダーツを引退した。

## 主な成績

### BDO世界選手権
- 2勝2敗 出場2回
- 優勝: 無し
- 準優勝: 無し
- ベスト4: 無し
- ベスト8: 1回 (1992)

### ワールド・マスターズ
- 12勝3敗 出場4回
- 優勝: 1回 (1991)
- 準優勝: 無し
- ベスト4: 無し
- ベスト8: 無し

### PDC世界選手権
- 16勝11敗 出場10回
- 優勝: 無し
- 準優勝: 1回 (1995)
- ベスト4: 2回 (1998, 2001)
- ベスト8: 2回 (1994, 97)

### ワールドマッチプレー
- 20勝7敗 出場9回
- 優勝: 2回 (1998 - 99)
- 準優勝: 無し
- ベスト4: 2回 (1994, 97)
- ベスト8: 2回 (1996, 2000)

### ワールドグランプリ
- 7勝5敗 出場5回
- 優勝: 無し
- 準優勝: 1回 (1998)
- ベスト4: 1回 (1999)
- ベスト8: 無し

### UKオープン
- 2勝3敗 出場3回
- 優勝: 無し
- 準優勝: 無し
- ベスト4: 無し
- ベスト8: 無し

### 年度別成績
| 年   | BDO | BDO  | PDC | PDC | PDC | PDC  |
| 年   | WPC | WM   | WDC | WMP | WG  | UK   |
| ---- | --- | ---- | --- | --- | --- | ---- |
| 1990 | NJ  | L16  | NH  | NH  | NH  | NH   |
| 1991 | NJ  | W    | NH  | NH  | NH  | NH   |
| 1992 | QF  | L32  | NH  | NH  | NH  | NH   |
| 1993 | L32 | NJ   | NH  | NH  | NH  | NH   |
| 1994 | NJ  | NJ   | QF  | SF  | NH  | NH   |
| 1995 | NJ  | NJ   | F   | L32 | NH  | NH   |
| 1996 | NJ  | NJ   | GS  | QF  | NH  | NH   |
| 1997 | NJ  | NJ   | QF  | SF  | NH  | NH   |
| 1998 | NJ  | L128 | SF  | W   | F   | NH   |
| 1999 | NJ  | NJ   | L16 | W   | SF  | NH   |
| 2000 | NJ  | NJ   | L32 | QF  | L16 | NH   |
| 2001 | NJ  | NJ   | SF  | L32 | L32 | NH   |
| 2002 | NJ  | NJ   | L16 | L32 | L16 | NH   |
| 2003 | NJ  | NJ   | L32 | NJ  | NJ  | L96  |
| 2004 | NJ  | NJ   | NJ  | NJ  | NJ  | L128 |
| 2005 | NJ  | NJ   | NJ  | NJ  | NJ  | L96  |

注: 表中のNHは不開催, NJは非参加, QFは準々決勝敗退, SFは準決勝敗退, Fは準優勝, Wは優勝, GSはグループステージ敗退を示す。トーナメント表記は以下の通り
WPC: BDOワールド・プロフェッショナル・ダーツ・チャンピオンシップス, WM: ワールド・マスターズ, WDC: PDCワールド・ダーツ・チャンピオンシップ, WMP: ワールド･マッチプレイ, WG: ワールド・グランプリ, UK: UKオープン

## 世界選手権の結果

### BDO
- 1992年: 準々決勝 (3 - 4 マイク・グレゴリーに敗北)
- 1993年: 第1ラウンド (2 - 3 ウェイン・ウィーニングに敗北)

### PDC
- 1994年: 準々決勝 (1 - 4 ピーター・エヴィソンに敗北)
- 1995年: 準優勝 (2 - 6 フィル・テイラーに敗北)
- 1996年: グループステージ (3 - 0 ナイジェル・ジャスティスに勝利; 2 - 3 ラリー・バトラーに敗北)
- 1997年: 準々決勝 (2 - 5 デニス・プリーストリーに敗北)
- 1998年: 3位 (2 - 5 フィル・テイラーに敗北; 4 - 1 キース・デラーに勝利)
- 1999年: 第2ラウンド (1 - 3 シェイン・バージェスに敗北)
- 2000年: 第1ラウンド (2 - 3 ジョン・ロウに敗北)
- 2001年: 準決勝 (5 - 6 ジョン・パートに敗北)
- 2002年: 第2ラウンド (3 - 6 デニス・プリーストリーに敗北)
- 2003年: 第2ラウンド (2 - 4 アラン・ウォリナー＝リトルに敗北)